# Kościół św. Anny w Orawskiej Leśnej
Kościół św. Anny w Orawskiej Leśnej – rzymskokatolicki kościół parafialny zlokalizowany na Słowacji, w centrum wsi Orawska Leśna (kraj żyliński). Stanowi narodowy pomnik kultury o numerze 246/1.

## Historia

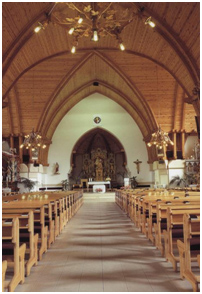
Wnętrze

Kościół stoi w centrum wsi i stanowi dominantę przestrzenną miejscowości. Został wzniesiony w latach 1910-1914 w stylu secesyjnym, który w wystroju wnętrza łączy się z lokalnymi motywami ludowymi nadając obiektowi regionalnego charakteru. Inicjatorem budowy świątyni był ksiądz Štefan Mnoheľ pochodzący z nieodległej wsi Nowoć (słow. Novoť). Po przybyciu na lokalne probostwo zastał stary i zbyt ciasny na potrzeby parafii drewniany kościół na wzgórzu Lehotská. Postanowił wznieść nowy, w miejscu, które jeszcze wówczas nie było zabudowane.
Nową świątynię zaprojektowali inżynierowie z Budapesztu. Kosztowała 83.000 koron austro-węgierskich. Z tej sumy 50.000 przekazał Fundus Religionis, a resztę mieli zebrać parafianie, którzy jednak z uwagi na ubóstwo okolicy nie byli w stanie tego uczynić. Mimo tego budowę ukończono w 1914.
Przy konstruowaniu budowli pracowali murarze z Liptowa oraz stolarze z południowych Moraw, którzy wykorzystywali lokalne drewno. Kamienie (piaskowiec) na kolumny dostarczono koleją z Zamków Orawskich.
Poświęcenie kościoła nastąpiło 31 października 1998 (biskup František Tondra). Pomiędzy 1995, a 2004 dokonano remontu różnych elementów świątyni, m.in. konstrukcji wieży, organów, czy ołtarzy. W latach 2014–2015 remontowano dach i fasadę.

## Architektura
Obiekt mieszczący około 1500 wiernych ma długość 47 metrów i harmonijnie spaja budulec kamienny z drewnianym. Wieża ma wysokość 37,8 metra. Zawiera cztery dzwony sprowadzone przez księdza Štefana Kubičára. Sklepienia są drewniane, a poszczególne żebra wsparte są na trawertynowych kapitelach kolumn z wyrytymi krzyżami. Ołtarze przeniesiono z poprzedniego, drewnianego kościoła. Wykonano je w Tyrolu w początku XX wieku. Droga krzyżowa została zakupiona przez parafian w 1905, a organy w latach 30. XX wieku staraniem księdza Aurela Mihaliaka. Żyrandole (trzy sztuki) pochodzą z 70. XX wieku. Wyrzeźbił je lokalny artysta, Rudolf Svinčák.